# 甲鉄傳紀
甲鉄傳紀（こうてつでんき、STEEL FANTASIA）とは、塚原重義が創作した一連の短編アニメーション、および世界観の総称。
短編アニメーションとしては主に2005年頃までの自主作品群を指す。

## 概要
塚原重義が学生時代に自主制作していたFlashアニメーションの内、木炭エンジンが発達したスチームパンク的レトロフューチャーの世界観を共有しているシリーズの総称である。
2002年の春に公開された「鉄路ゆかば」に始まり、2005年秋公開の「通勤大戦争」をもって終了した。
2007年に塚原が監督を務めたTVアニメ「アームズラリー」も同様の世界観を有しており、以後のオリジナル作品においても同様の世界観がライフワーク的に継承されている。

## 作品一覧
2005年以前の作品は「つかはら」名義、以後の作品から「塚原重義」名義でクレジットされている。本項では最新版（公開最終版あるいはHDリマスター版）のクレジットに準拠。

### 鉄路ゆかば‐ミチユカバ‐
2002年公開。「義勇装甲列車隊」という副題がある。
国防軍のはぐれ者将校畑永憲一は重装甲列車「敷島」により編成された「義勇装甲列車隊」を指揮し、桑井渓谷の奥地・芦原銅山跡に位置する過激派武装集団「革命赤軍」の本拠地への突入作戦を命じられる。
シリーズ唯一のフル3DCGアニメーションで、当初はシリーズから独立した作品として位置づけられていた。2007年に公開を終了した。

#### 主題曲
- Rain-時雨-
  - 作曲：ですやん

#### キャスト
- 畑永憲一少佐：宮田剣
- 北村勇作中尉：ケリー
- 赤軍リーダー岩崎：児玉作太郎
- ゲリラ兵イ：Co,
- ゲリラ兵ロ：レギヲン清原
- キャスター：森由季

#### スタッフ
- 原作／脚本：つかはら
- 人物ＣＧ：Shigetarou
- メカＣＧ：Co,
- デザインワーク：つかはら
- 音楽：ですやん
- 編集：つかはら

### 戦雲の高層都市
2003年7月30日公開。市街地を舞台に装脚バイクで逃げる「過激派」と戦車隊で追跡する「国防軍」の戦いを描いた作品。
「甲鉄傳紀」を題した最初の作品であり、シリーズの基礎となったFlashアニメーション作品。
初期の作品であるため世界設定の齟齬が発生、2007年に公開を終了しリメイクが企画された。これが「端ノ向フ」の原点である。

#### スタッフ
- 制作：つかはら

- 音楽：ですやん

### 装脚戦車の憂鬱（Two legged tank）
2004年3月15日公開。桑井渓谷に展開する須藤大尉以下国防軍独立装脚戦車隊が、非力な装脚戦車を用いて敵陣に配置された重戦車を撃破するべく奮闘するFlashアニメーション。
「鉄路ゆかば」とリンクしている。
2005年にフルヴォイス化され、2020年にYouTubeにてHDリマスター版が公開された。

#### キャスト
- 須藤大尉：ドラ藤谷
- 動坂伍長：時谷弥太郎
- 千石大尉：斬狗屋七宝丸
- 小石川中尉：久世章
- 六義少尉：貴瞳賀玖斗

#### スタッフ
- キャスティング協力：川妻美穂（TEAM「Radio☆Actress」）
- 音楽：スタヂオはいから 
  - （初期版はドヴォルザーク 交響曲第９番「新世界より」第３楽章）
- 制作：塚原重義

#### 受賞歴
- 2004年10月：CG-Online大賞 構成賞/7月分月例賞

- 2006年5月：第18回CGアニメコンテスト 入選

### オーニソプター（ORNITHOPTER)
2004年7月19日公開。Flash★Bomb`04上映作品。
小型の模型オーニソプター「とびうお號」が高層都市を飛んでいく絵物語のようなFlashアニメーション。木炭エンジンや労農党軍など主要な世界設定が確立した作品。
シリーズ他作品とは異なりHDリマスター化されず2020年に公開を終了したが塚原は「筋書きをあらたに強固にした上でリメイクしてみたい」と言及している。

#### スタッフ
- 音楽：ラヴェル「ボレロ」

- 制作：つかはら

### ウシガエル（Rattenjaeger”USIGAERU“）
2004年12月30日公開。第3回紅白FLASH合戦参加作品。
ヤマトトビネズミのねねと犬のあずき、それを追うテリヤス工業製害獣駆除機との攻防を描いたFlashアニメーション。
2008年5月に「ウキ→ビジュ」で一部が放送された。
2020年にYouTubeにてHDリマスター版が公開された。

#### スタッフ
- 制作：塚原重義
- キャラクターデザイン：夜杜クロ
- 楽曲制作：スタヂオはいから
  - Ｊ・シュトラウス二世 常動曲 ラデツキー行進曲
  - Ｇ．ビゼー 「カルメン」より闘牛士の歌
  - チャイコフスキー 「くるみ割り人形」より小序曲 スラブ行進曲

- 効果音：nix studio

#### 受賞歴
- 2005年2月：第3回インディーズアニメフェスタ グランプリ三鷹賞
- 2005年3月：BroadstarAWARD2005 グランプリ
- 2005年4月：東京国際アニメフェア 企業賞
- 2005年5月：第17回CGアニメコンテスト 入選

### 春陽とわたし（Harunohi）
2005年8月10日公開。多磨工科大の学生染井由乃が見たふしぎな夢を描いたFlashアニメーション。
2020年に色彩をリニューアルした新装版が公開された。

#### スタッフ
- アニメーション制作：塚原重義
- 声の出演：ＲＩＫＡ
- 人物作画：剣
- デザイン協力：佐竹慎
- 音楽：スタヂオはいから

### 通勤大戦争（COMMUTERS!）
2005年9月27日公開。Flash★Bomb`05上映作品。
会社員の本郷征太郎とライバルのヒゲ男爵こと稲荷坂半兵衛は、いつもの通勤電車の空席を巡って物言わぬ戦いを繰り広げようとしていた。
時を同じくして津刈海峡の上空に飛来した飛行船団を迎撃するべく国防軍飛行隊が出撃。二つの戦いの火蓋が切られる。
「甲鉄傳紀」を題する最後のFlashアニメーション。2020年にYouTubeにてHDリマスター版が公開された。

#### 主題曲
- 鉄道唱歌行進曲[11]
  - 作曲：多梅稚
  - 編曲：スタヂオはいから

#### キャスト
- 本郷征太郎：おとまにあ
- 稲荷坂半兵衛：辻村周三、
- 西片上佐：伊東耕平
- 陣内中士：見習い
- 国防軍兵士イ：塚原重義
- 国防軍兵士ロ：み～や
- 駅アナウンス：すなふえ
- 染井由乃：ＲＩＫＡ

#### スタッフ
- キャラクターデザイン・作画協力：剣
- 音楽：スタヂオはいから
- 特殊効果：すなふぇエフェクト
- 後援：国際救助隊TB
- アニメーション制作：塚原重義

#### 受賞歴
- 2006年5月：第18回CGアニメコンテスト 入選

### アームズラリー
2007年1月～3月放送。放送当時はシリーズの1作に数えられていた。

### 以降の作品
明言されたことや明確な描写はないが、以降の塚原が手がけたTVアニメ「うるさい相手」や、短編アニメーション「よろず骨董 山樫」、「端ノ向フ」、「逢魔ヶパレヱド」、長編アニメーション「クラユカバ」などは「甲鉄傳紀」シリーズの世界観を受け継いでおり、共通の用語・ガジェット、人物などが登場している。

## 世界観
20世紀半ばに石油が枯渇、木炭ガス発生装置技術が発達しているが、世界中で技術停滞が発生しその他の技術の発展はまちまちとなっており、Ifの世界として紹介されることがある。スチームパンク（厳密にいえば木炭パンク）、レトロフューチャー調の世界観であり、独自の発展を遂げている。

### 国家や地域
シリーズのほとんどの作品では「大帝都」が主な舞台となっているが、例外として「アームズラリー」は「大陸」と呼ばれる中国大陸のような場所で物語が展開されている。
「端ノ向フ」以降の作品では設定が刷新され、外国（主に「欧羅」と呼称される）についての詳細は不明となっている。唯一「蘇同盟勢力」という呼称からソビエト連邦の存在が示唆されている。
皇国
昭和戦前の日本に非常によく似た列島国家である。「アームズラリー」までは「日本皇国」とも呼称されていた。
第二次世界大戦に類する大戦を経験しており、のちに旧陸軍が主体となって「国土防衛軍」が組織された。
詳しい国家産業や国是などは不明であるが、外界からの侵攻や過激派による内戦、そして後の作品では大帝都地下などに存在する「クラガリ」などの非合法地帯の存在、そして謎の怪奇現象に悩まされているようである。
大帝都
東京によく似た皇国の巨大都市。「うるさい相手」までは「東京市」とも呼称されていた。
建物が積みあがったような高層都市・高層バラック群や、巨大な地下街が象徴的。
市街地には昭和戦前期に流行した帝冠様式の巨大な建築物が多くみられ、郊外にはトタンなどで作られた簡素な建築物もある。
地名や名所は「うるさい相手」までは実在する地名がそのまま登場していたが、「端ノ向フ」以降は捩ったような地名に変更されている。「端ノ向フ」以降の作品では塚原の幼少期の体験が元となって描かれている。
防空に特に力を入れており、鎮台所属の聴音・照空・気球各隊が充実している。
尾具区
大帝都東部・荒川区に相当する地域。中心地の尾具町は「尾具三業地」と呼ばれる歓楽街だが、東端部には大帝都最暗黒街とも呼ばれる貧民窟橋ノ坂町が存在する。
東岸線箕河洲付近の高架下には胡散臭い老舗骨董商「山樫」がある。
隅宮川
隅田川に相当する川。「大川」とも呼称される。
「端ノ向フ」鑑賞読本など印刷媒体では「隅」は「さんずいに墨」で表記されている。
磐縁区
大帝都北部・北区に相当する地域。
中心地の扇町は丘陵地に位置し、上層部は華やかな歓楽街が広がっているが最下層部は亜炭採掘坑や地下鉄の未成線などが交錯する迷宮となっているらしい。
両郷橋
両国橋に相当する橋。モノノケが出ると噂されている。
「逢魔ヶパレヱド」に登場｡
照安市
大帝都近郊、湾岸の工業地帯に位置する照安財閥の企業城下町。
奥隅地方
東北地方に相当する地域。労農党軍が上陸・侵攻しており国防軍との紛争状態に陥っている。

### 組織
国防軍
正式名称は「国土防衛軍」であり、皇国の防衛ならびに治安活動を請け負う軍事組織である。
先の大戦末期における蘇同盟軍による皇国侵攻の折、旧陸軍および海軍陸戦隊を再編した組織とされる。初期には海軍も存在したが「端ノ向フ」以降の設定では現体制下では陸軍に相当する組織のみが存在する。
組織構成は複数の旅団を中心とした鎮台（師団相当）による要塞軍を編成し、列島を要塞化している。
兵科・部隊は歩兵、砲兵、憲兵、船舶兵団、交通兵団鉄道部隊などから、装脚戦車によって構成された「独立戦車中隊」と銘打った独自の部隊を有している。
武装は一〇〇式機関短銃、九二式重機関銃、モーゼル拳銃、歩兵砲、南満洲鉄道の装甲列車などの実在したものから、試製重装甲列車「敷島」を初め装脚戦車、戦闘飛行船などの架空の兵器も存在する。
服装は国防色の軍服を採用しているが、憲兵並びに近衛師団は濃紺色の軍服を着用している。「アームズラリー」までは襟に階級章を付していたが「端ノ向フ」以降は襟に兵科章、肩に階級章としている。
岩崎派／革命赤軍
大帝都西部・桑井渓谷の閉鎖された旧芦原銅山を本拠地としていた過激派武装集団。分解して国外から持ち込まれた兵器を銅山内で組み立てて運用していた。
「鉄路ゆかば」では「革命赤軍」として登場しているが「端ノ向フ」以降は「岩崎派」と呼称されている。
照安財閥
大帝都郊外に位置する照安市に本拠を置く巨大財閥。基幹企業のテリヤス工業は優れた自律機関技術を持ち、多数の自律機関を流通させていた。
主要な製品に小型装脚車両「カマドウマ」、軽害獣駆除機「ウシガエル」など。
傘下にテリヤス警備保障という準軍事組織を有している。武装はPPSh-41、SG-43、モーゼル拳銃など。
労農党軍
津刈海峡以北を占領し、「アイヌモシリ民主共和国」を自称する軍事組織。占領下では社会主義体制が敷かれており、時折奥隅地方に進出して破壊活動を行っている。「オーニソプター」で存在が示唆され「春陽とわたし」、「通勤大戦争」で言及された。

### 技術
前述のように世界規模で技術停滞が発生している描写が多々ある一方で、独自の技術の発展や、現実では確立されていない技術も存在する。

#### 用語
オーニソプター
羽ばたき式飛行機。実用化には成功しているが技術的に成熟した飛行船には取って代わることは無く細々と使用されている。
軍では偵察用に用いられている。
ケーブルカー
鋼索鉄道。高層都市の各階層を結ぶように敷設されている。
多磨学園都市のように動力を有するものもあり、こちらは狭義ではラック式鉄道に分類される。
省線
鉄道省が運行する鉄道路線。電車や蒸気機関車牽引の貨物列車のほか、地下区間などでは部分的に蓄電池機関車も運用されている。
自律機関
精密な歯車と演算機を組み合わせた頭脳装置。
その脆弱性から劇中で暴走事件を引き起こしたことを境に、これを規制する自律機關統制法が施行され、技術停滞に拍車をかけたとされている。
船舶
大帝都の運河では外輪船が多数使用されている一方、労農党軍は外輪式ではない前弩級戦艦を保有している。
そのほかに大川周辺には住居として使用される艀が多数係留されている。
装脚車両
「起重脚」と呼ばれる足によって歩行する不整地走破車両。主な用途は林業や鉱業など山岳部での土木・運搬作業。入り組んだ路地の多い都市では「キャタク」と呼ばれタクシーとして運用されている事例もある。
また軍でも偵察用のオートバイとして運用される事例もあり、蘇同盟軍のIZH227アムール装脚式オートバイがその代表例。
軍で用いられるものは装脚戦車の項も参照。
装脚戦車
起重脚を用いて歩行する装甲戦闘車両。
装軌・装輪式の装甲戦闘車両と比べ高い不整地走破性能を誇るが、脚で支えるという構造上の積載重量の限界と重心の問題から主力戦車と比べ火力・装甲に劣る。
国防軍では運用する兵科ごとに呼称が異なり、歩兵科では「装脚戦車」、騎兵科では「装甲警戒車」、その他の兵科で運用されるものは武装を取り外して「装脚装甲車」と呼称される。
大帝都市電
大帝都の市内を運行する路面電車。都市部においては併用軌道だけでなく地下にも線路が敷設されている。
代燃炉
石油資源の希少化に伴い出現した代用燃料のうち、主に木炭ガス発生炉を指す。皇国においては官民問わず自動車の車体後部には必ずと言ってよいほど代燃炉を装備している。都市部では三輪の小型乗用車が主流である。
「おおすみ」の実用化に伴い従来の化石燃料に比して遜色ないほどの出力を得られるようになった。
通信機器
ダイヤル式の携帯電話が複数種登場している。ゼンマイによる手回し充電が主流だが、鉛蓄電池を搭載したものもある。
「ウシガエル」、「通勤大戦争」などではラジオや白黒テレビが普及している描写もある。
飛行船
軍民問わず大型の飛行船が多数使用され、飛行船の技術はすでに成熟しきっていることが描かれている。
聴音機連動防空火器の発達によって飛行兵器は戦力になりえないとされているが、新たな兵器として戦闘飛行機が小国で運用され始めている。
戦闘飛行船
各国軍における主要な空の戦力とされる武装飛行船。敵飛行船との交戦や地上目標の砲爆撃が主な用途。
巡航飛行船
簡易な武装で飛行船団の護衛、あるいは単独での偵察・哨戒活動に用いられる小型の汎用飛行船。
小型飛行機にも追随できるほど機動性に優れる。
戦略飛行船
船団形成の中核となる最も巨大かつ航続距離の長い飛行船。空中補給機能と乗員休養施設を備える。
先の大戦では爆撃機能を有する大型爆撃飛行船と空中母船が別個に運用されていた。

### 歴史
時代設定は近未来であり、「鉄路ゆかば」では「西暦2040年代」という表記があった。国防軍装備の制式表記も西暦下二桁であることが明記されていた。
以後の作品でもおおむねこれに準拠している時代設定となっていたが、「端ノ向フ」に前後して設定が刷新され、現行設定では明確な時代設定は明かされていない。初期作品もHDリマスター化の際に現行設定に合わせた描写に変更されている。
本項では劇中並びに設定資料で明かされている事件・事象を紹介する。
欧羅大戦
第一次世界大戦に相当する大戦。飛行船団による渡洋爆撃が行われたとされている。
大戦
第二次世界大戦に相当する大戦。「アームズラリー」では20世紀半ばにあったことが示唆されている。
大戦終結後も石油資源を巡って“来るべき世界最終戦争”が起こることが予測されていた。
国共紛争
大陸において一〇〇年以上に渡って繰り広げられている内戦。
主要な勢力は国府軍と革命軍だが、そのほかに小規模な武装勢力“馬賊”が活動している。
牛蛙事件
ある年の瀬に起こった自律機関の暴走事故。「霹靂の大晦日」とも呼ばれる。
大帝都近郊、照安財閥の企業城下町・照安市において試験販売されていた軽害獣駆除機「ウシガエル」が暴走。付近の産業道路に飛び出して玉突き衝突事故を起こした。
事件以前より自律機関の脆弱性が指摘されており、本事件が「自律機關統制法」施行による製造販売統制へとつながった。
野戦
辺境地における赤色匪賊との小規模な武力衝突の総称。
奥隅地方・外ヶ浜や奥隅山系での戦績が有名。
桑井渓谷事件／本邦内戦
過激派武装勢力「岩崎派」の武装蜂起。国防軍装脚戦車隊が華々しい活躍を見せた。
試製重装甲列車「敷島」を運用する義勇装甲列車隊が本拠地・芦原銅山を強襲したことによって終結した。
「端ノ向フ」鑑賞読本では「桑井渓谷事件」、「弥栄堂」内での解説では「本邦内戦」と呼称されている。
津刈沖空戦
奥隅地方・津刈沖に飛来した労農党軍飛行船団を国防軍飛行隊が迎撃した戦い。
戦略飛行船を含む労農党軍飛行船団は国防軍の小型飛行機によってその大部分を喪失、北方へ敗走した。
橋ノ坂騒乱
赤色匪賊の巣窟となっていた大帝都東端・橋ノ坂町を国防軍が強襲した事件。
国防軍は大帝都憲兵隊のほか補助憲兵一個中隊相当を投入した。